# 奇班加
奇班加是非洲國家加蓬南部的城鎮，也是尼揚加省的首府，位於尼揚加河畔的熱帶草原上，鎮上有購物區、市場、醫院、兩所學校、郵局教堂和機場設施，2010年人口25,239，是全國第八大城市。